# 瑞芳區
25°06′32″N 121°48′35″E / 25.1089107°N 121.8097683°E
瑞芳區，前身「瑞芳鎮」，位於中華民國新北市東北部，北濱東海，東端與貢寮區相鄰，南鄰雙溪區、平溪區，西邊和西北邊分別與基隆市暖暖區和中正區相鄰。昔日曾以礦產業繁榮一時，而在1990年代礦產業沒落後，遂以該項產業文化為中心而發展觀光業。

## 歷史
瑞芳區早在清光緒年間，北迴鐵路和宜蘭線尚未開設前，先民因當時陸路交通不便，往來於臺北地區的貨運倚靠基隆河水路運送補給。瑞芳對外水運接駁渡口以柑子瀨（Kam-á-luā），就是現在的柑坪里（合稱內瑞芳），已成為臺北地區往返於噶瑪蘭（今之宜蘭縣）之間者的必經之地。後來因為金瓜石及九份山區陸續發現金礦，採金人絡繹不絕。
上山採金必先經由柑子瀨，適時基隆河接駁渡口附近，有一雜貨店，名為「瑞芳」，而其店店貨之日用品，可說是南北雜貨俱備，成為前往山區採金與往返噶瑪蘭中途補給及休息所。由於往來者眾多，都不約而同或口頭相約，都說「去瑞芳」，或「從瑞芳回來」聚集同行，沿襲成名。然而隨著鐵路選於龍潭堵設站，瑞芳的發展中心便移至車站附近。
日治時期設台北州基隆郡瑞芳街，1940年曾發生瑞芳事件，1945年戰後改稱臺北縣瑞芳鎮，至2010年隨著五都升格實施而改制為新北市瑞芳區。

## 地理
瑞芳區位於新北市東北之基隆河集水區中、上游為基隆河主流流經地區。地形上處三面環山、一面臨海，境內群山圍繞，平野稀少，屬於中央山脈最北緣的基隆丘陵及臺灣東北角海岸。基隆河主流在區內全長達20公里。在與平溪相接的三貂嶺附近，基隆河的流向由東北轉向北，至柑子瀨附近則又轉向東、由區境東緣向西蜿蜓而去，使得整個流路成L形。
區內的基隆河主流河谷的寬狹可以柑子瀨為界，柑子瀨以下之下游河段有較為寬廣的河岸階地、上游則較為狹窄。其支谷數目不多且發展規模並不大，長度多在3至5公里之間與基隆河主流以近乎垂直的角度銜接。
瑞芳區在地形上屬於中央山脈最北緣基隆丘陵及臺灣東北角海岸，而全區除面積有限的濱海地帶及河岸階地外，其他全為山坡地。

### 土石流潛勢溪流
依照2012年行政院農委會水土保持局公告，瑞芳區共有25條土石流潛勢溪流，上天里(1)、弓橋里(3)、光復里(3)、東和里(1)、猴硐里(5)、南雅里(1)、傑魚里(1)、新山里(1)、新峰里(1)、瑞濱里(1)、碩仁里(2)、福住里(1)、銅山里(1)、濂新里(3)。

### 危險水域
瑞芳區危險水域有八處：
- 瑞濱水域附近海域
- 水湳洞附近海域
- 蝙蝠洞海域
- 南雅停車場前海域
- 象鼻岩海域
- 深澳發電廠出水口海域
- 員山子分洪道出水口海域
- 瑞芳明隧道前方海域

### 人口
根據新北市政府民政局統計，2024年底瑞芳區戶數約1.6萬戶，人口約3.6萬人，區內人口最多與最少的里分別是爪峯里與碩仁里，2024年底兩里人口分別為3,849人與143人，其中碩仁里也是新北市人口最少的里。

## 政治

### 歷任首長
- 李建興（派任）

- 陳水波（第一屆）
- 陳水波（第二屆）
- 詹文通（第三屆）
- 詹文通（第四屆）
- 謝阿樹（第五屆）
- 陳文祥（第六屆）
- 陳文祥（第七屆）
- 周清龍（第七屆重選）
- 周清龍（第八屆）
- 賴添發（第九屆）
- 賴添發（第十屆）
- 周清龍（第十一屆）
- 許元和（第十二屆）
- 廖秀雄（第十三屆）
- 廖秀雄（第十四屆）
- 顏世雄（第十五屆）

新北市派任區長
- 林煌源（第一任區長）
- 簡華祥（第二任區長）
- 陳奇正（第三任區長）
- 王坤南（第四任區長）
- 施玉祥 （第五任區長）
- 楊勝閔 （第六任區長）

### 區政組織

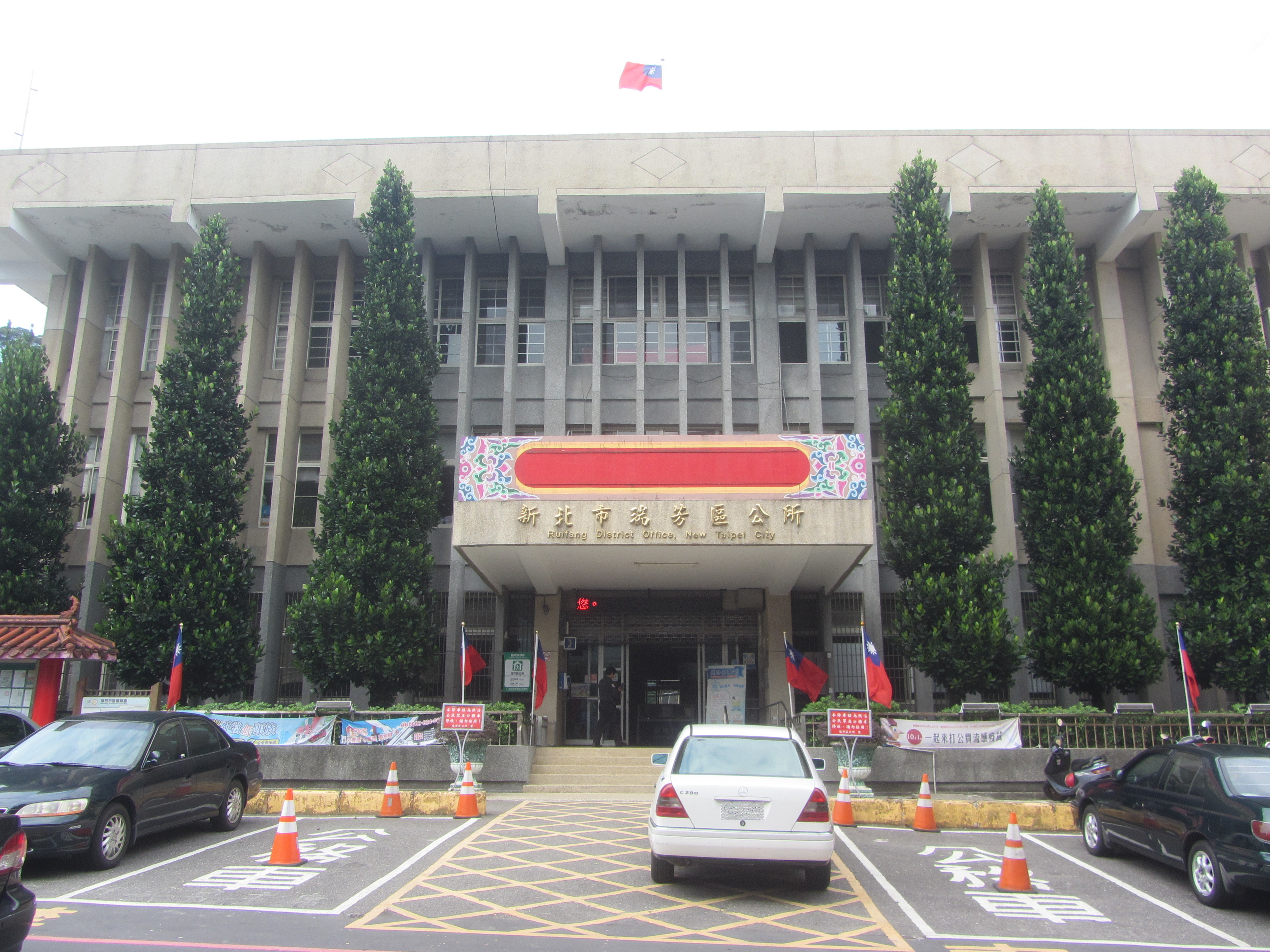
瑞芳區公所

瑞芳區公所是新北市政府在瑞芳區的派出機關，在中華民國政府架構中為市政府綜理區政的執行機關，上級業務監督機關為新北市政府。区长由市長任命，其任期為無任期保障。在區長及主任秘書之下，設有4課4室等8個內部單位。

### 行政區
現今瑞芳區行政範圍的確立，來自於1920年，日本將臺灣十二廳改為五州二廳，設瑞芳庄屬臺北州基隆郡。瑞芳庄轄龍潭堵、柑子瀨、九芎橋、猴硐、焿子寮、金瓜石、水南洞、深澳、鼻頭、南子吝、草山、三爪子、大坑埔、四腳亭、魚坑等個大字。1938年，瑞芳庄改制為「瑞芳街」。1945年，改為「瑞芳鎮」，屬臺北縣基隆區。1950年，裁撤區署，瑞芳鎮改直隸於臺北縣。2010年，臺北縣改制為直轄市，瑞芳鎮改制為市轄區「瑞芳區」，隸屬新北市。
- 瑞芳市區：爪峰里、柑坪里、東和里、傑魚里、新峰里、龍川里、龍山里、龍安里、龍潭里、龍興里、龍鎮里
- 四腳亭地區：吉安里、吉慶里、上天里
- 猴硐地區：弓橋里、光復里、猴硐里、碩仁里。
- 九份地區：永慶里、基山里、崇文里、福住里、頌德里。
- 金瓜石地區：石山里、瓜山里、新山里、銅山里。
- 瑞濱地區：南雅里、海濱里、深澳里、瑞濱里、鼻頭里、濂洞里、濂新里。

### 立法委員
- 新北市第十二選舉區：廖先翔

## 經濟
- 第一市場
- 美食廣場

## 教育

### 高級中等學校
- 新北市私立時雨高級中學
- 新北市立瑞芳高級工業職業學校

### 國民中學
- 新北市立瑞芳國民中學
- 新北市立欽賢國民中學
- 新北市立欽賢國民中學鼻頭分部

### 國民小學
- 新北市瑞芳區瑞芳國民小學 （页面存档备份，存于）
- 新北市瑞芳區瓜山國民小學
- 新北市瑞芳區猴硐國民小學 （页面存档备份，存于）
- 新北市瑞芳區瑞柑國民小學 （页面存档备份，存于）
- 新北市瑞芳區義方國民小學 （页面存档备份，存于）

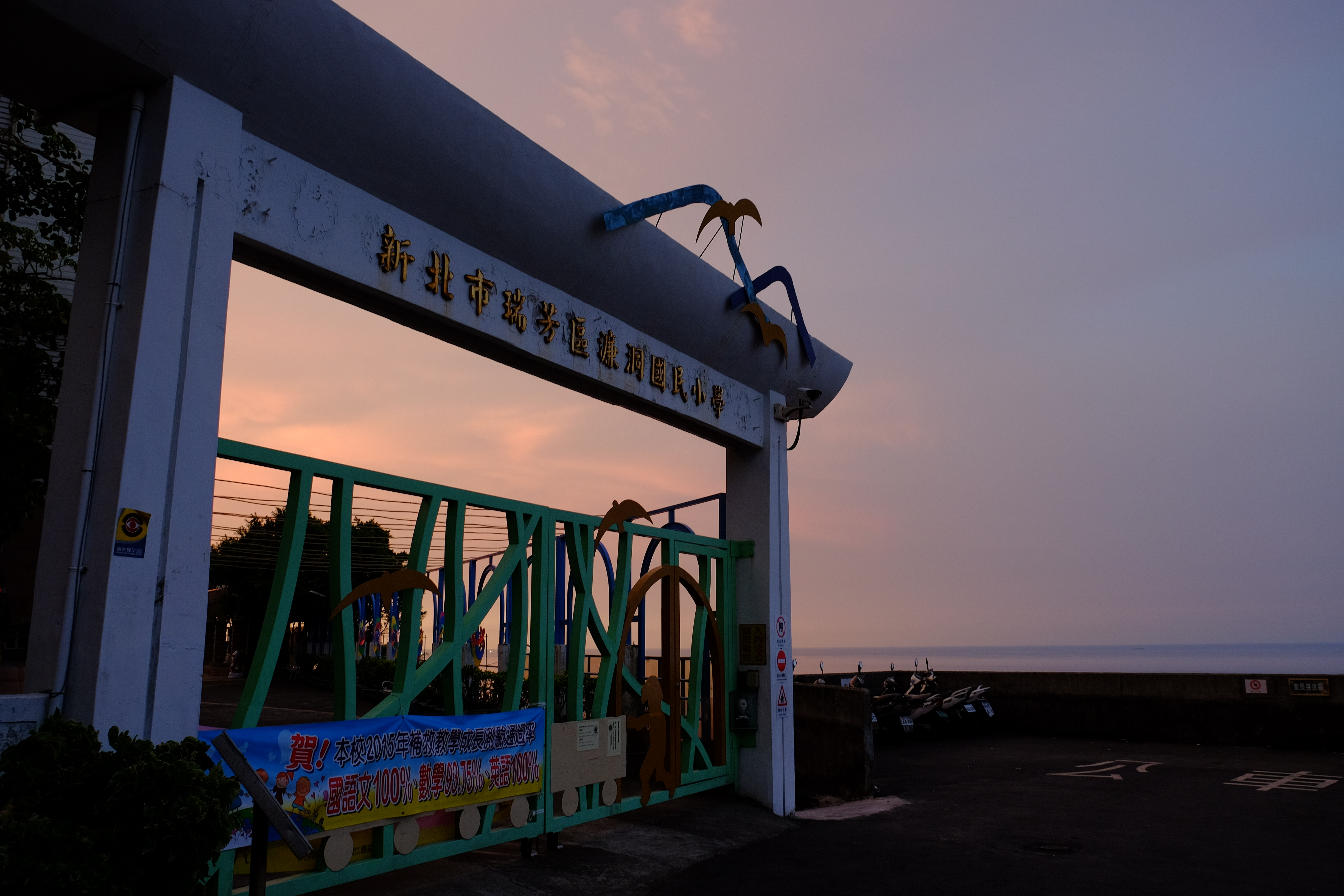
新北市瑞芳區濂洞國民小學 （页面存档备份，存于）
- 新北市瑞芳區九份國民小學 （页面存档备份，存于）
- 新北市瑞芳區吉慶國民小學 （页面存档备份，存于）
- 新北市瑞芳區瑞亭國民小學 （页面存档备份，存于）
- 新北市瑞芳區瑞濱國民小學 （页面存档备份，存于）
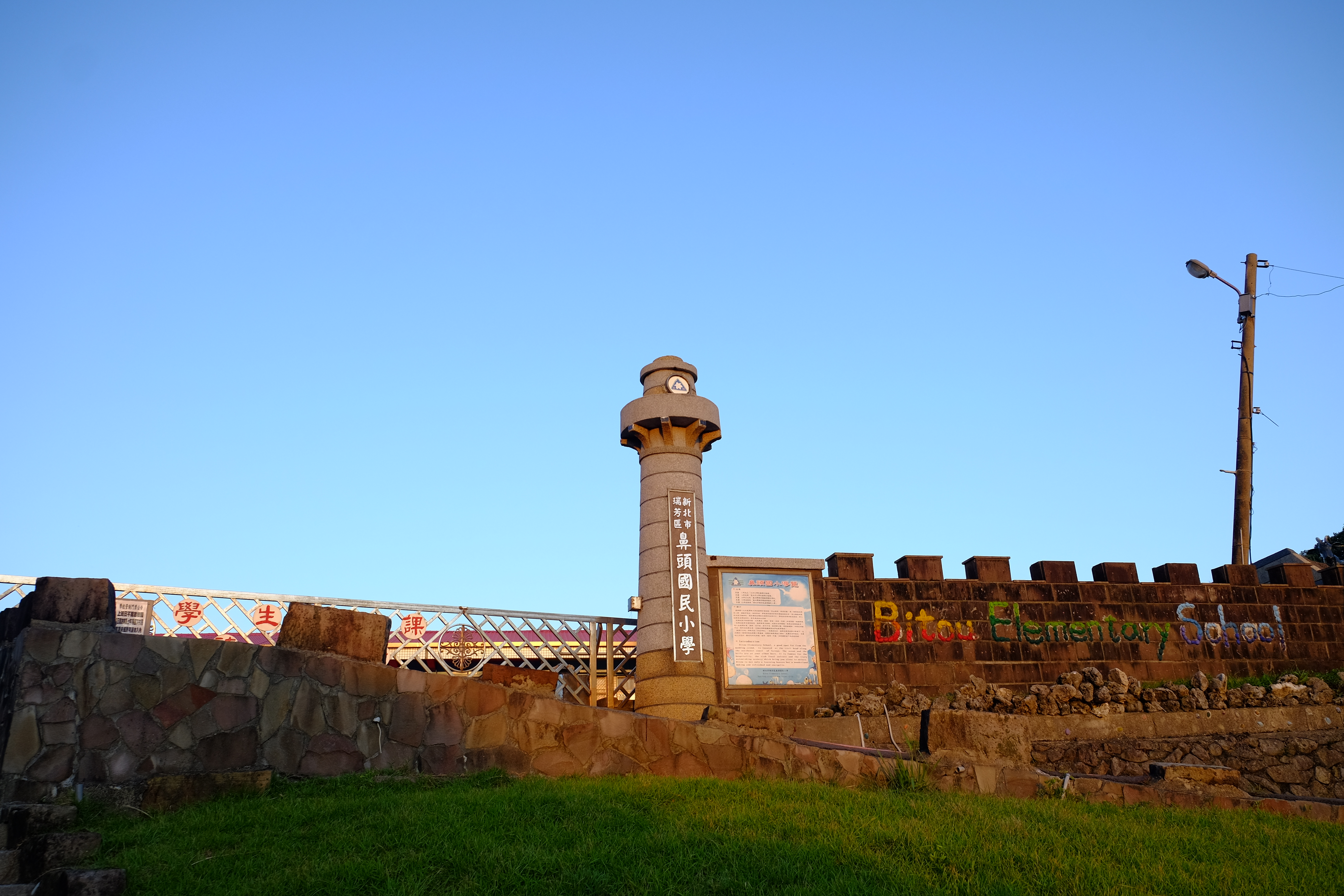
新北市瑞芳區鼻頭國民小學 （页面存档备份，存于）
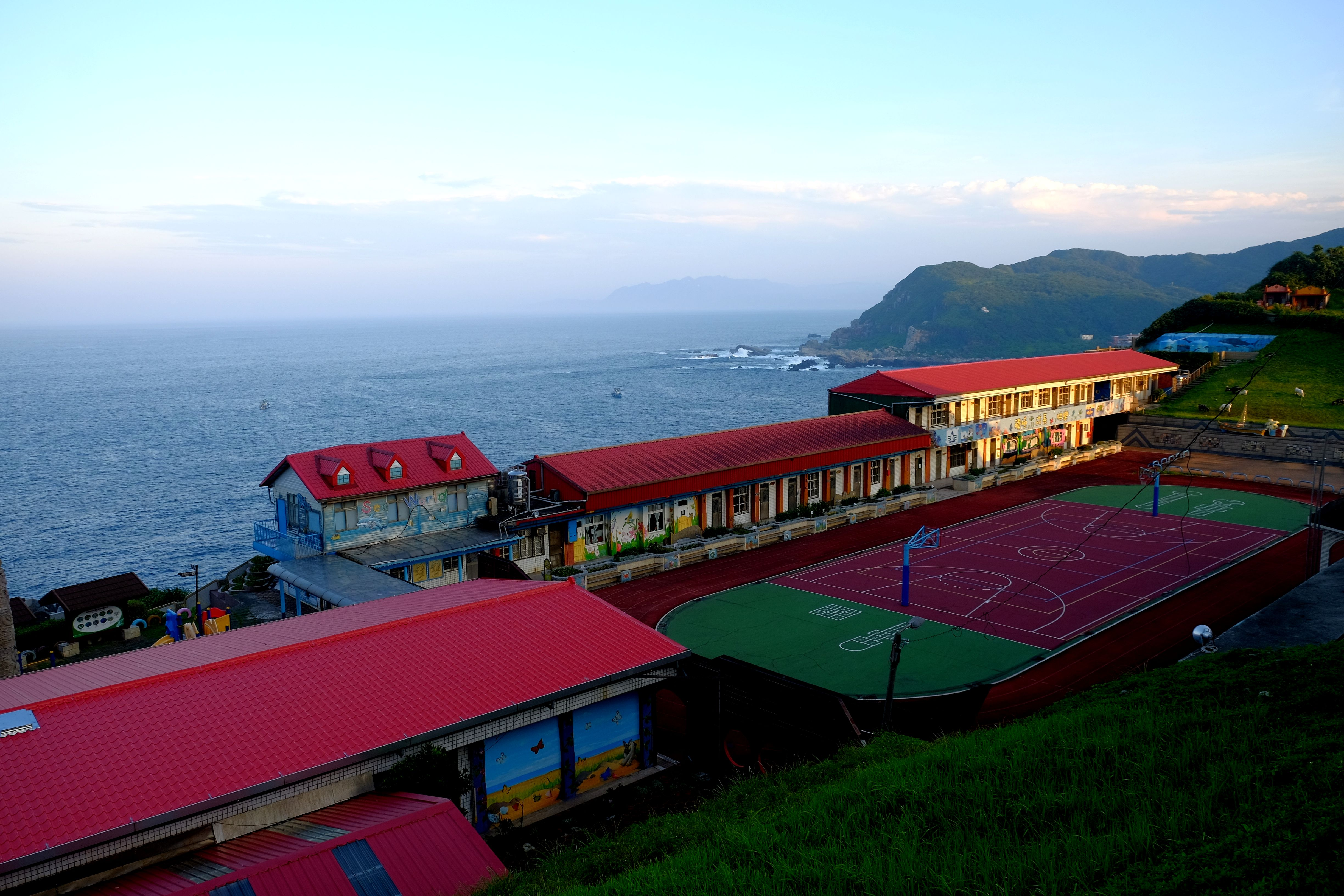
鼻頭國小校園

- 濂洞國小校門
- 鼻頭國小大門
- 鼻頭國小校園

### 圖書館
- 新北市立圖書館瑞芳分館
- 新北市立圖書館瑞芳東和圖書閱覽室

## 交通

### 鐵路
臺灣鐵路管理局
- 宜蘭線：四腳亭車站 - 瑞芳車站 - 猴硐車站 - 三貂嶺車站
- 深澳線：八斗子車站-深澳車站

### 公路
- 台62線
  - 16A-B 瑞芳瑞芳交流道
  - 19 瑞濱端瑞濱端
- 台62甲
  - 5 四腳亭四腳亭交流道
- 台2線：北部濱海公路。北接基隆市，南接貢寮區。
- 台2丁：瑞八公路。西接基隆市，東端至瑞濱。
- 市道102號：基瑞公路、瑞雙公路。
- 市道106號：瑞平公路。
- 北34線：金水公路。
- 北35線：九濱公路。
- 北36線：瑞濱路。
- 北37線：瑞侯公路、侯牡公路。
- 北122線：大埔路→瑞竹路→月眉路。
- 北123線：調和街。（可抵八斗子）

## 旅遊

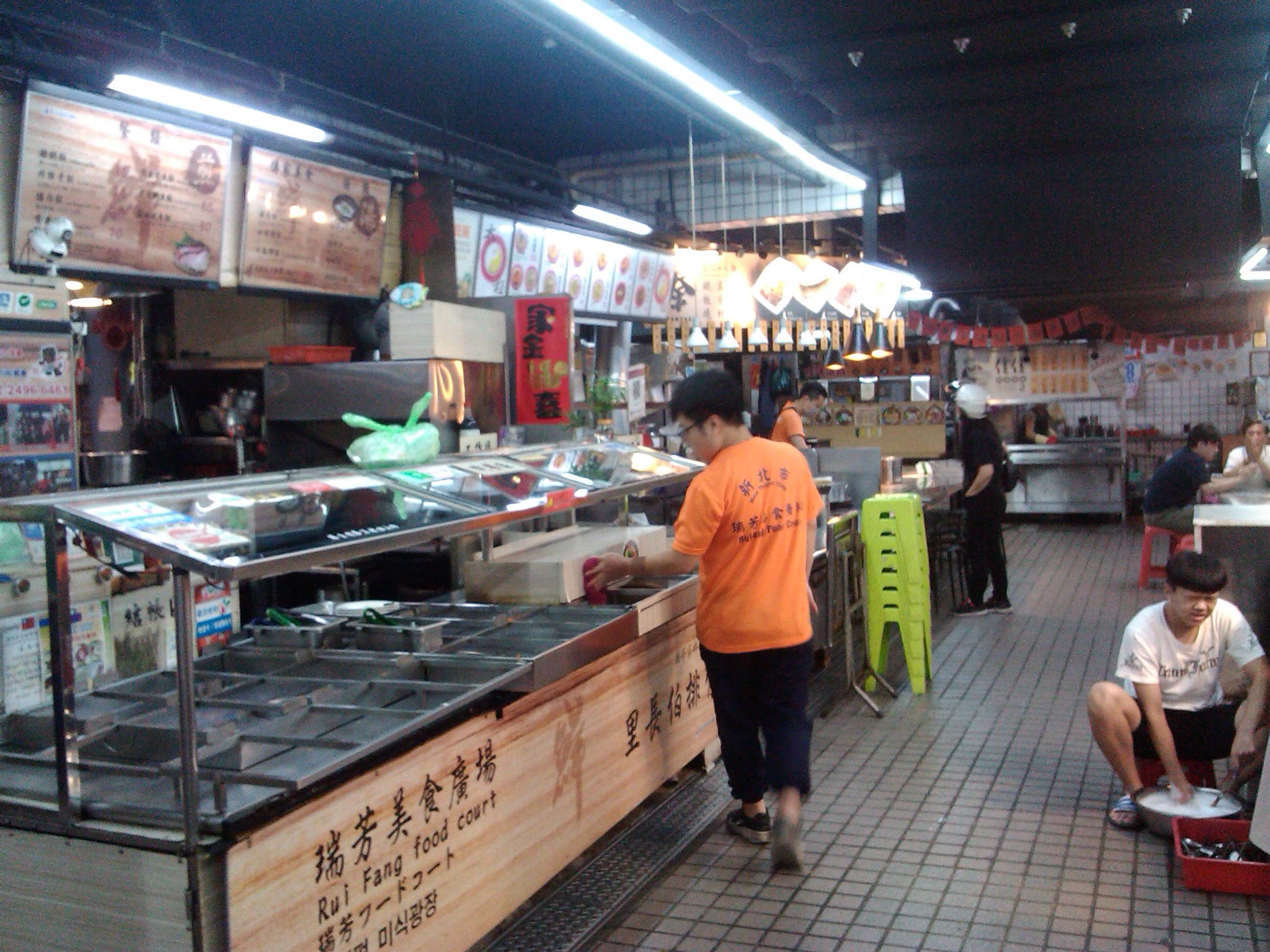
瑞芳市場(瑞芳美食廣場)

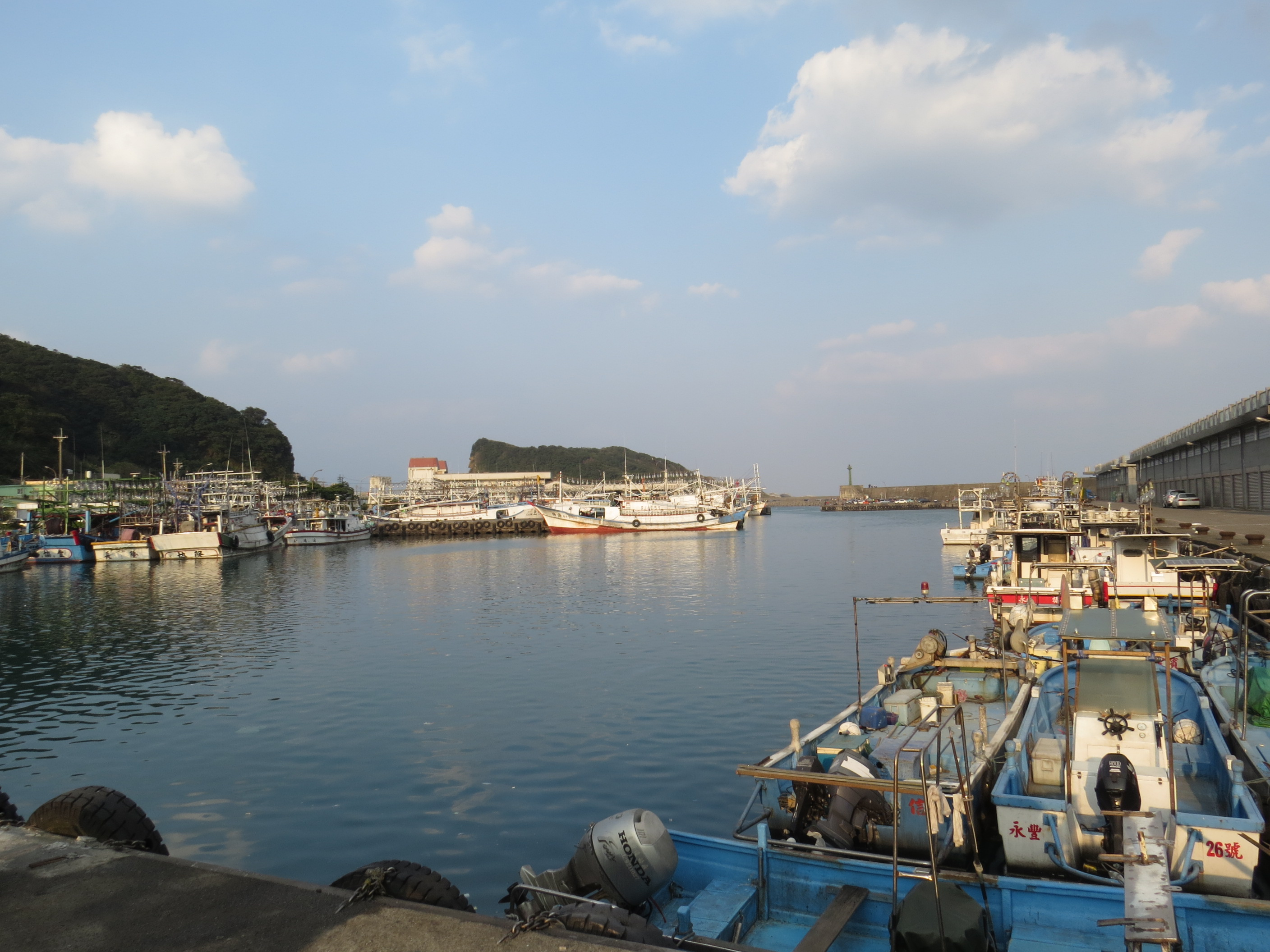
深澳漁港
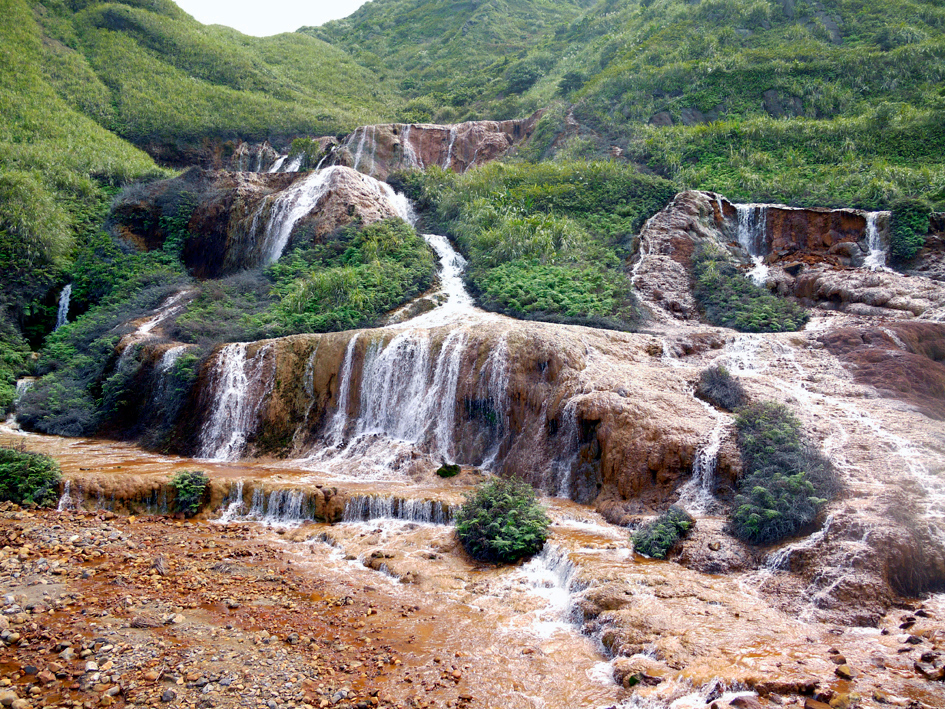
黃金瀑布
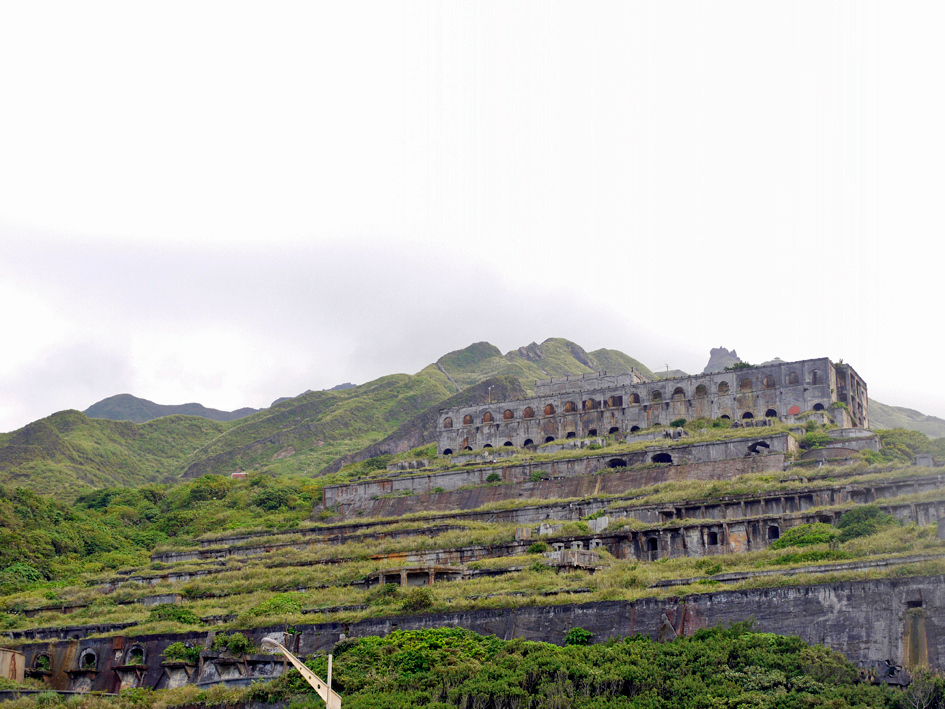
十三層選銅廠
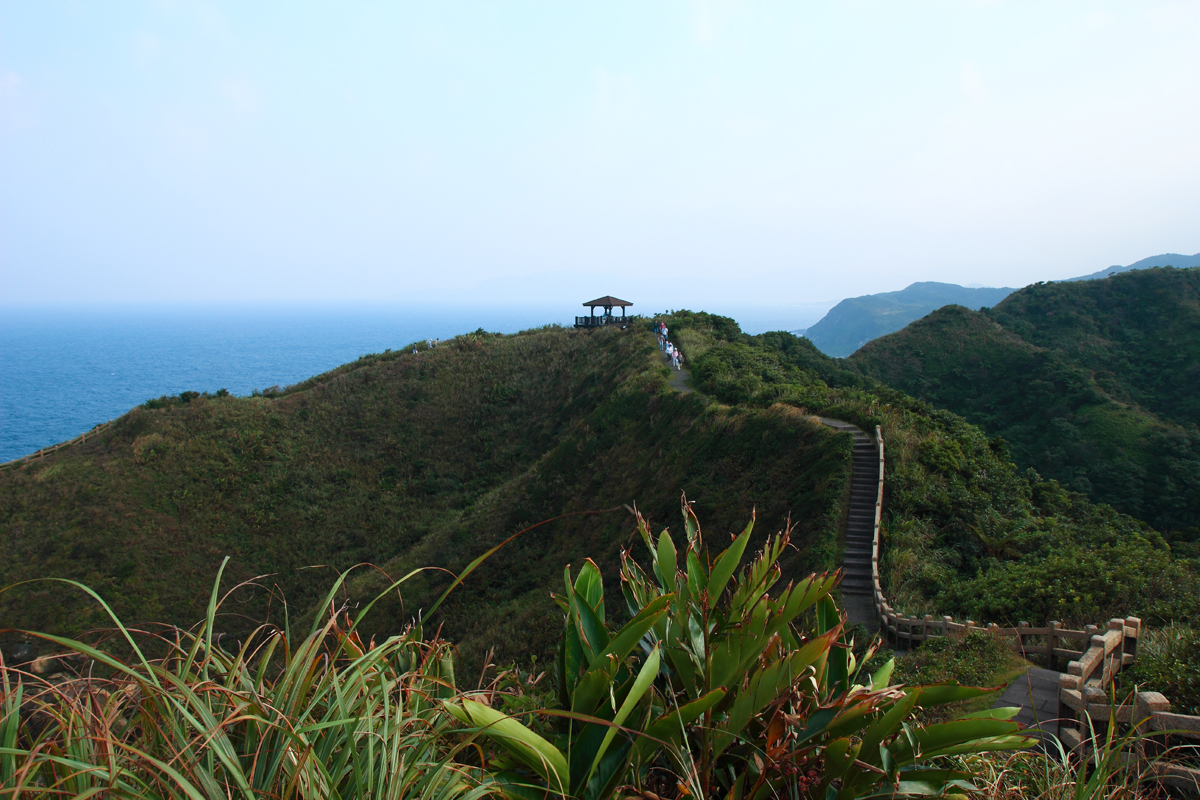
鼻頭角步道

- 九份老街
- 九份金山岩
- 九份風箏博物館
- 九份昇平戲院
- 九份侖頂福山宮
- 小粗坑遺址
- 小金瓜露頭
- 五番坑
- 本山五坑坑道體驗區
- 九份金山寺
- 青雲殿
- 明聖宮
- 金瓜石神社
- 奉憲示禁碑
- 金瓜石十三層煉銅廠
- 南雅奇岩
- 員山子分洪道
- 琉榔路觀光步道
- 八斗子車站
- 簡金墻銅像
- 深澳漁港
- 深澳岬角
- 曾鴻林紀念碑
- 猴硐
- 猴硐坑
- 猴硐車站

- 陰陽海
- 頌德公園
- 無耳茶壺山
- 黃金博物園區
- 猴硐煤礦博物園區
- 瑞三本礦口
- 瑞三礦業選煤廠
- 瑞芳火車站旅遊服務中心
- 瑞芳龍巖宮
- 豎崎路
- 雞籠山
- 勸濟堂
- 九份
- 九份城隍廟
- 九份金礦博物館
- 三貂嶺山
- 大粗坑遺址
- 山尖路觀光步道

- 水湳洞
- 代天府
- 四腳亭砲臺
- 鍾成禮紀念亭
- 吉安宮
- 金字碑
- 金山佛堂
- 金字碑古道
- 金瓜石太子賓館
- 長仁三坑坑口通風管
- 南雅漁港
- 草山
- 淡蘭古道
- 深澳火力發電廠
- 景明亭
- 頌德碑
- 貂山古道
- 猴硐貓村
- 猴硐生態教育園區

- 黃金瀑布
- 復興礦坑口
- 黃金神社遺址步道
- 猴硐瑞三鑛業整煤場運煤橋
- 瑞芳車站
- 瑞芳聖明宮
- 翁山英故居
- 鼻頭角步道
- 鼻頭角燈塔
- 鼻頭角望月坡
- 瑞芳蝙蝠洞
- 燦光寮山
- 瑞芳河堤步道
- 瑞芳美食廣場

- 深澳漁港
- 黃金瀑布
- 十三層選銅廠
- 鼻頭角步道

## 姊妹市
- 比利時馬斯梅赫倫市：由比利時籍神父戴立林(Rev.MichelDelille)引介，於1980年4月締結。
- 日本香川縣琴平町： 於2018年5月締結。
- 日本熊本縣上天草市： 於2024年4月締結。

## 外部連結
- （繁體中文）新北市瑞芳區公所 （页面存档备份，存于）
- （繁體中文）瑞芳區戶政事務所 （页面存档备份，存于）
- （繁體中文）瑞芳區衛生所 （页面存档备份，存于）